# التاوسی
التاوسی (به آلمانی: Altaussee) یک سکونتگاه مسکونی در اتریش است، که در ناحیهٔ لایتسن واقع شده‌ است.

## خصوصیات
التاوسی ۹۲ کیلومترمربع مساحت دارد ۷۱۲ متر بالاتر از سطح دریا واقع شده‌است.